# LG K 시리즈

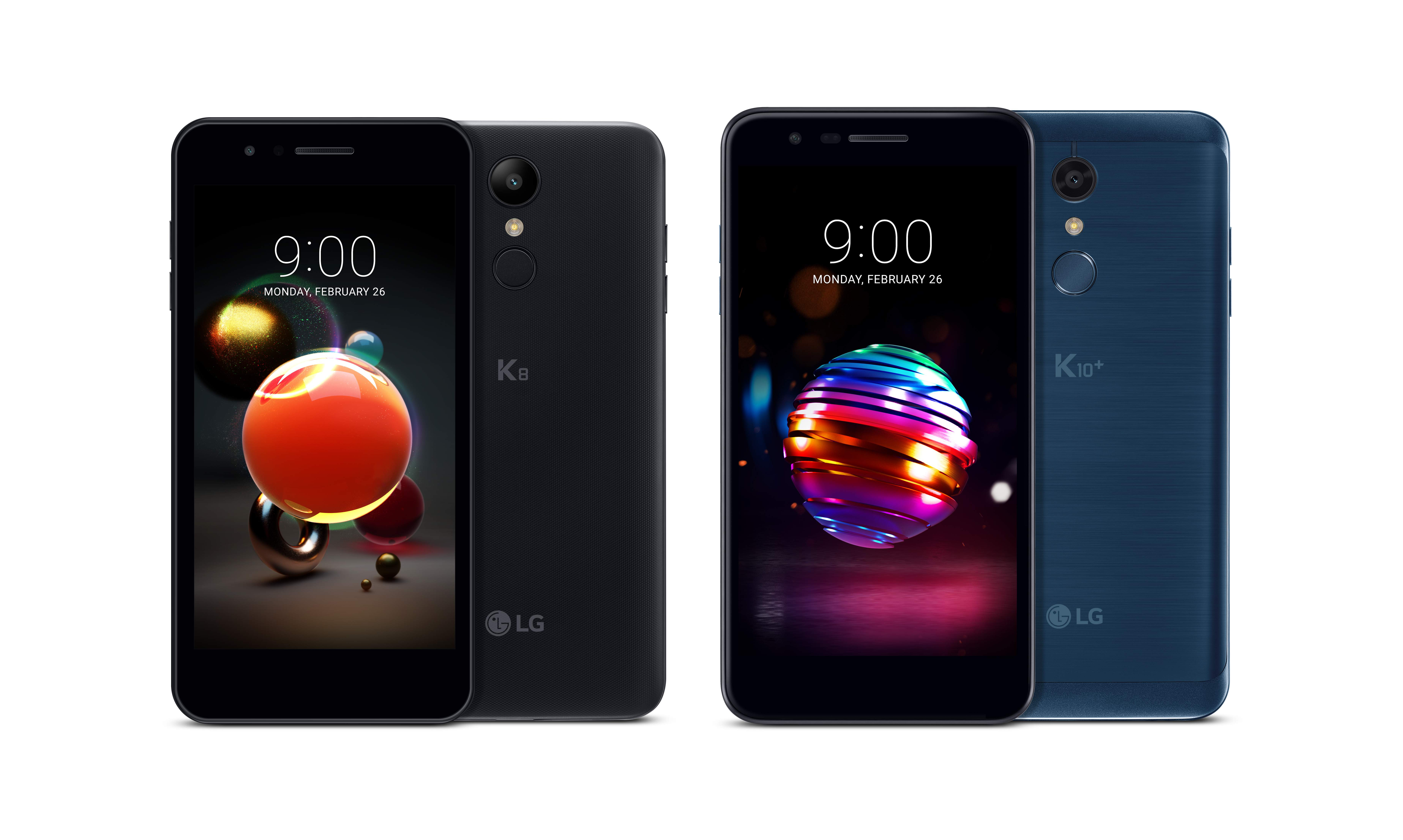
LG K8 (2018), LG K10+ (2018)

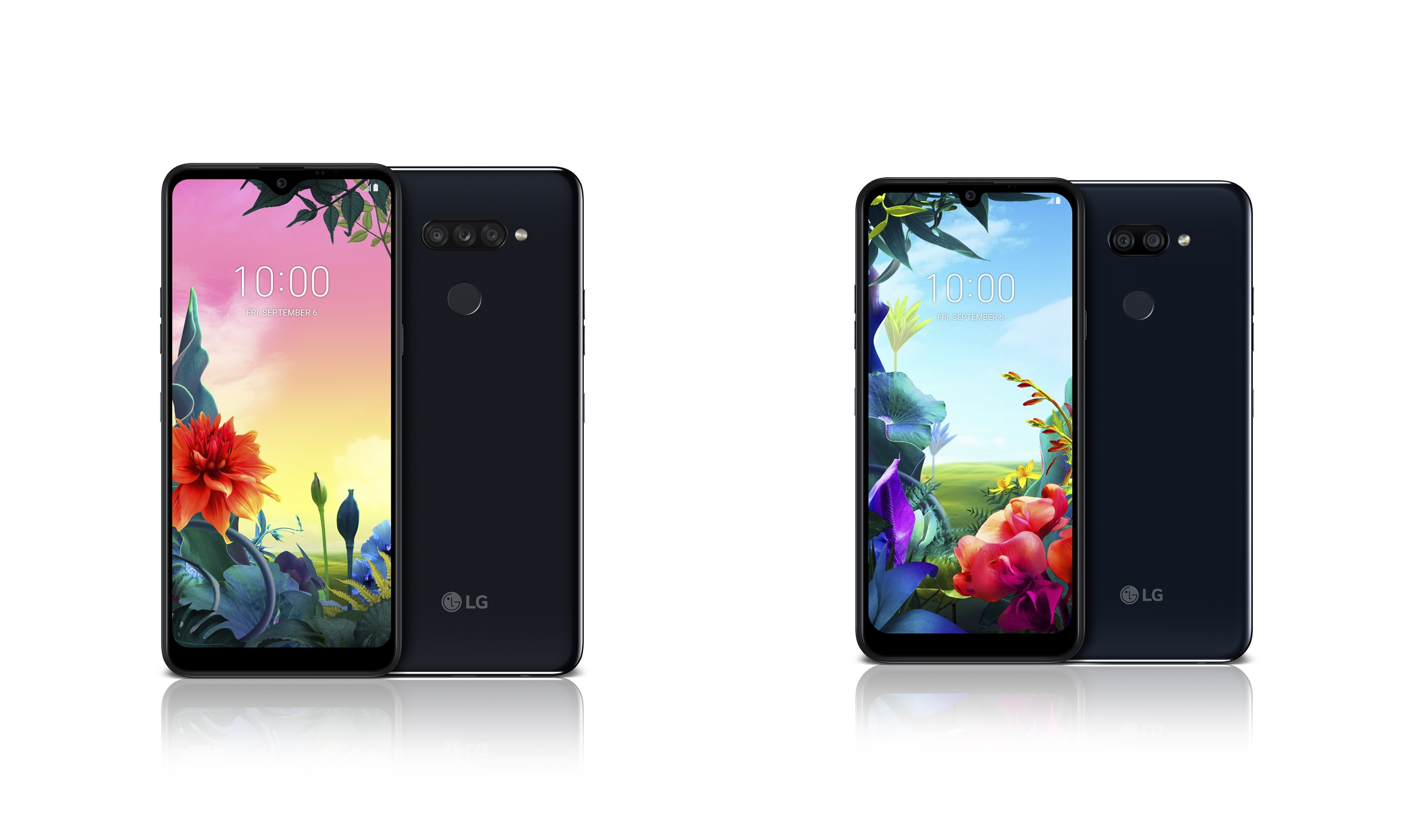
LG K50S (2019), LG K40S (2019)

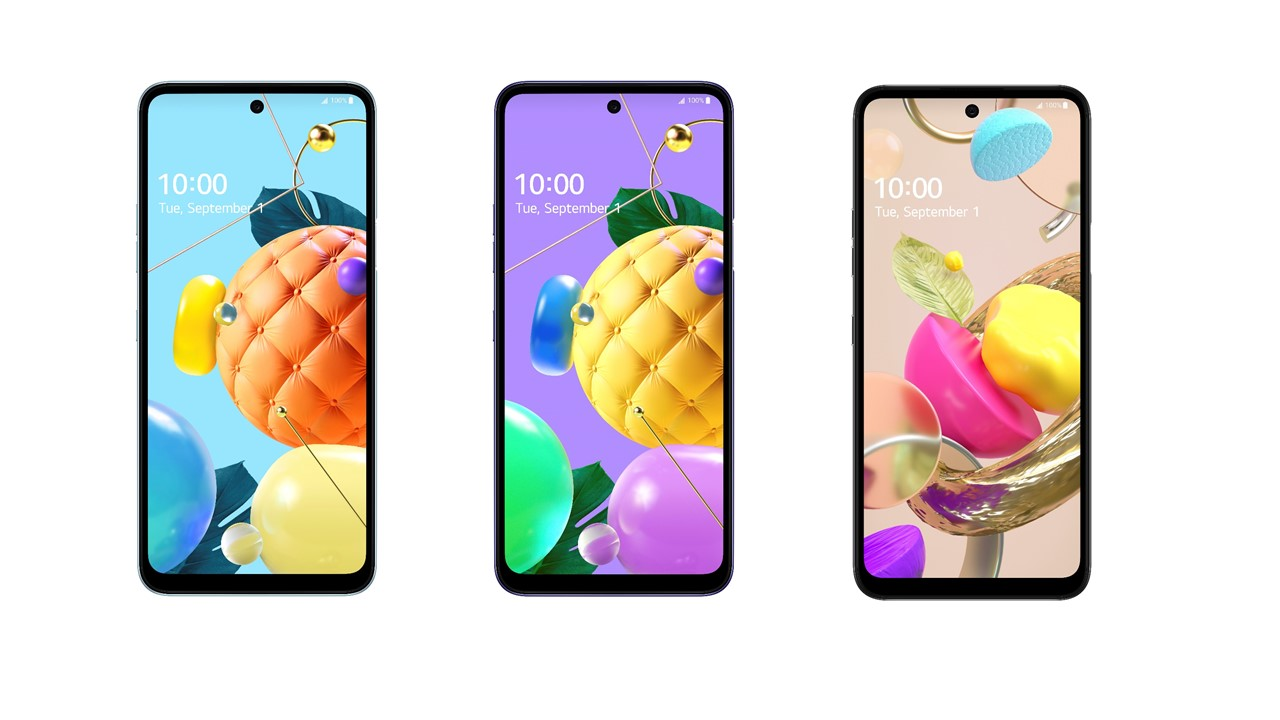
LG K42 (2020), LG K52 (2020), LG K62 (2020)

LG K는 2016년 1월, CES 2016에서 LG전자가 처음 선보인 보급형 스마트폰 라인업이다. 2017년부터 매년마다 CES에서 새 모델들이 공개되고 있다. LG K 시리즈는 어느 특정한 기능을 강조한 기능특화 보급형의 위치인 LG X 시리즈에 비해, LG G 시리즈처럼 기본기를 탄탄히 다지고 완성도를 높인 보급형 라인업이다. 초저가형 라인부터 보급형까지 라인을 이루고 있으며, 성능이 오를수록 제품의 넘버링이 올라간다. K 시리즈는 2016년 일부 모델을 출시했을 당시, 조약돌을 형상화한 페블 디자인을 앞세웠으나, 이후 출시한 제품마다 다르게 출시되었다. 2017년 모델은 메탈 디자인과 지문인식을 앞세운 K10을 중심으로 공개됐다.

## 안드로이드 스마트폰
CES 2016에서 K7, K10이 처음 공개되었으며 이후 추가로 더 공개되었다.
2016년에 공개된 모델
- LG K3 (2016)
- LG K4 (2016)
- LG K5 (2016)
- LG K7 (2016)
- LG K8 (2016)
- LG K10 (2016)

CES 2017에서 K 시리즈의 2017 에디션이 공개되었다.
- LG K10 2017
- LG K8 2017
- LG K4 2017
- LG K3 2017

다만, LG K10 2017과 LG K8 2017은 국내 시장 한정으로, 햇갈리는 네이밍을 LG X 시리즈로 통일하기로 결정했기 때문에 LG X400과 LG X300으로 이름과 사양이 변경되어 출시한다.

## 같이 보기
- LG G
- LG V
- LG X